# Žuta Lokva
Žuta Lokva (serb. Жута Локва) – wieś w Chorwacji, w żupanii licko-seńskiej, w gminie Brinje. W 2011 roku liczyła 17 mieszkańców.